# ネッド・シュミッケ
ネッド・シュミッケ（Ned Schmidtke, 1942年6月19日 - ）は、アメリカ合衆国の俳優。

## 出演作品
- デスパレートな妻たち8
- チェンジ・アップ／オレはどっちで、アイツもどっち！？
- ライ・トゥ・ミー　嘘の瞬間 シーズン2
- クリミナル・マインド5 FBI行動分析課
- 24 TWENTY FOUR シーズン VII
- ミディアム5 霊能者アリソン・デュボア
- HEROES/ヒーローズ シーズン3
- ミディアム4 霊能者アリソン・デュボア
- NCIS ネイビー犯罪捜査班 シーズン4
- ジェリコ 閉ざされた街 シーズン1
- Huff ドクターは中年症候群 シーズン2
- WITHOUT A TRACE/FBI 失踪者を追え！ シーズン4
- コールドケース3
- トリプルX ネクスト・レベル
- ウエディング・クラッシャーズ
- ポイントプレザントの悪夢
- NYPD BLUE ニューヨーク市警15分署 シーズン12
- ファストレーン
- ザ・プラクティス/ボストン弁護士ファイル シーズン6
- ロスト・チャイルド
- レリック
- チェーン・リアクション
- 疑惑の銃弾/ボストンの夜
- ミュージックボックス
- 断罪 堕ちた聖者
- レンタ・コップ
- ザ・クレイジーズ 細菌兵器の恐怖